# Tre mani nel buio
Tre mani nel buio è una raccolta di tre romanzi brevi dell'autore italiano Eraldo Baldini: Una caldissima estate, Un trapano in testa e Qualcuno nel buio.
Il libro è stato pubblicato in Italia dalla Sperling & Kupfer nel 2001.

## Trama

### Una caldissima estate
Nel cuore della caldissima estate del 1998, due pescatori di frodo di cozze provenienti da Goro, l'italiano Luigi e il croato Miroslav detto Miro, vengono trovati morti in mare davanti a Marina di Ravenna, evidentemente assassinati. Delle indagini s'incarica il commissario Francesco Righetti. Inizialmente si pensa ad una vendetta da parte dei pescatori in regola affiliati al Ravesub, e tra gli indiziati vi è Mario Sintoni, un anziano pescatore, partigiano in gioventù, che ha fama di essere una testa calda; ma Righetti, che ha avuto modo di apprezzarne le qualità umane, è sicuro della sua innocenza. Giunge poi un messaggio che avverte che, come vendetta per l'uccisione dei due goresi, lo stabulario in cui i mitili sono portati a depurare è stato contaminato col virus dell'epatite A, cosa che metterebbe in ginocchio i settori della piscicoltura e della ristorazione.
Righetti riesce poi a risolvere il caso, comprendendo che il messaggio di rivendicazione è falso: a inquinare lo stabulario è stata Rita Maggi, analista ospedaliera e moglie del direttore della struttura Giorgio Benelli, che voleva allontanarne la giovane biologa Sabrina Alberti, amante del marito. Ad uccidere i pescatori sono stati i membri dell'organizzazione criminale per i quali compivano dei loschi traffici usando la pesca delle cozze come copertura. Righetti può quindi concedersi una meritata vacanza assieme alla sua famiglia.

### Un trapano in testa
L'ispettore Marcello Cardona è un poliziotto di origine siciliana, ancora abbastanza giovane, che presta il suo servizio alla questura di Ravenna. È stato lasciato dalla moglie e ciò concorre a farlo soffrire di fortissime emicranie. Per essere meno solo si è fatto raggiungere nella città romagnola dalla madre e dalla sorella Livia, una diciannovenne con problemi esistenziali.
A causa dell'assenza per ferie del commissario Righetti gli vengono affidate le indagini sulla morte di Filippo Piazza, un giovane con qualche precedente per droga, trovato morto in casa con la testa bucata da un trapano. Un mese dopo viene trovata uccisa, con la stessa modalità, la pensionata Argia Semprini; niente però sembra accomunare le due vittime, se non il fatto che con loro doveva aver avuto a che fare il grafico pubblicitario Luigi Pagnin, il cui studio è nello stesso stabile dove abitava Piazza e i cui genitori abitano presso l'orto coltivato dalla Semprini.
Cardona scopre un altro caso di omicidio con trapano presso Siena, ma il presunto responsabile, che tuttavia si professa innocente, è già stato arrestato. Tuttavia scopre che la vittima, l'omosessuale dichiarato Roberto Martoni, era stata un compagno di corso di Pagnin e che l'aveva ospitato nella notte del delitto. L'ispettore ipotizza allora che Pagnin, che soffre anch'egli di fortissime emicranie con andamenti ciclici, abbia ucciso le persone che in quel momento gli davano più fastidio: Martoni per delle avances sgradite, Piazza per la musica a tutto volume e la Semprini per il profumo troppo intenso dei fiori che coltivava sotto le sue finestre.
Pagnin viene arrestato in casa dei genitori, dopo aver inutilmente minacciato il suicidio per mezzo di un trapano elettrico.

### Qualcuno nel buio
Livia Cardona accetta la proposta di una sua amica, maestra d'asilo, di andare a vivere con lei il periodo che manca alla conclusione dell'anno scolastico a Sant'Andrea, un piccolo paese della Provincia di Ravenna, sperando che la vicinanza dei bambini possa essere terapeutica per il suo malessere.
Una sera di maggio, poco tempo dopo il suo arrivo accade che a Sant'Andrea venga uccisa Angela Benati, una ragazza del paese coetanea di Livia, che la sera del delitto si era trovata a poca distanza dal luogo del fattaccio e aveva visto allontanarsi di corsa il parroco don Carlo Ferrari. Marcello si sente in colpa per avere spronato la sorella ad andare a Sant'Andrea, facendola trovare coinvolta in un fatto di sangue, e vorrebbe arrestare il prete, che gli sembra reticente, ma Righetti non crede che questi sia colpevole. Qualche giorno dopo don Carlo viene ritrovato impiccato in canonica, ma l'ipotesi del suicidio non convince; il sagrestano suo fratello dice allora ai poliziotti di essere a conoscenza di un terribile segreto su Gianni Benati, il padre di Angela, vedovo e alcolizzato, che avrebbe abusato della figlia. Benati però è scagionato da Milla, una prostituta moldava conosciuta anche da Carmine Di Rosa, collega di Cardona e Righetti.
Frattanto Livia ha capito, dal comportamento di Federico Benati, fratello minore di Angela che frequenta l'asilo, che gli abusi e l'assassinio devono essere opera del sagrestano, e introdottasi di soppiatto in casa sua vi trova la corona del rosario che è stata l'arma del delitto. Il caso così viene risolto e Livia decide di rimanere ancora a Sant'Andrea dove, malgrado tutto, ha ritrovato un po' di serenità.

## Edizioni
- Eraldo Baldini, Tre mani nel buio, Sperling Narrativa Paperback, Milano, Sperling & Kupfer, 2001,  p. 257, ISBN 88-8274-219-9.
- Eraldo Baldini, Tre mani nel buio, Frassinelli Paperback Narrativa, Milano, Frassinelli, 2005,  p. 257, ISBN 978-88-8274-865-4.
- Eraldo Baldini, Tre mani nel buio, Ravenna, Fernandel, 2017,  p. 231, ISBN 978-88-98605-52-1.